# Azali Assoumani
Azali Assoumani (en árabe: غزالي عثماني‎) (Mitsoudjé, 1 de enero de 1959) es un político y militar comorano que se ha desempeñado como el presidente de la Unión de las Comoras entre 2002 y 2006 y nuevamente en 2016. También se desempeñó como presidente de la Unión Africana de febrero de 2023 a febrero de 2024.

## Biografía
Nacido en las Comoras francesas, Assoumani se formó en la Real Academia Militar de Mequinez en Marruecos y en la École de Guerre de París.

### Carrera política
Llegó al cargo por primera vez el 30 de abril de 1999 después de liderar un golpe de Estado para deponer al presidente en ejercicio Tadjidine Ben Said Massounde, quien en su opinión era un demagogo al apoyar el movimiento autonomista en Anjouan. 
Posteriormente, para su segundo mandato, gana las elecciones multipartidistas de 2002, previa renuncia constitucional temporal con el fin de correr como candidato. El 26 de mayo de 2016 sucedió a Ikililou Dhoinine para un nuevo mandato.
El 13 de febrero de 2019, dejó el cargo para participar en las elecciones presidenciales del 24 de marzo. Pero fue elegido y reanudó sus funciones el 3 de abril de 2019.
El 7 de agosto de 2024, Azali Assoumani otorgó amplios poderes a su hijo y presunto sucesor Nour El Fath, permitiéndole intervenir en varias etapas del proceso de toma de decisiones gubernamentales.
El 13 de septiembre de 2024, mientras asistía a un funeral, Azali Assoumani fue apuñalado en la mano al defenderse de un intento de asesinato perpetrado por un militar. El autor del atentado fue hallado muerto en su celda horas más tarde.